# نیو آندروود (داکوتای جنوبی)
نیو آندروود(به انگلیسی: New Underwood) شهری در ایالت داکوتای جنوبی کشور ایالات متحده آمریکا است که جمعیت آن در سرشماری سال ۲۰۱۰ میلادی، ۶۶۰ نفر بوده‌است.